# Álftanes
Álftanes je rybářské město v aglomeraci Reykjavíku na jihozápadě Islandu. Žije zde 2484 obyvatel (1. 1. 2011). Zeměpisné souřadnice jsou 64°06' severní šířky a 22°06' západní délky. Do roku 2013 bylo zároveň samostatnou obcí. Od roku 2013 je součástí obce Garðabær.